# Final de la Copa de Oro de la Concacaf 2023
La Final de la Copa de Oro de la Concacaf 2023 fue disputada por las selecciones de México y Panamá, que clasificaron de las semifinales tras vencer a Jamaica y Estados Unidos respectivamente. El encuentro se jugó a las 19:30 horas (hora local, UTC-7) del 16 de julio en el SoFi Stadium de Inglewood, en el estado de California.
México ganó por 1-0 a Panamá con un gol de Santiago Giménez a los 88 minutos, de esa manera consiguió su duodéctimo título de Copa de Oro de la Concacaf.

## Sede
El estadio había sido confirmado como sede de la final en 2023, siendo designado solo para albergar la final del torneo. A pesar de que el estadio normalmente alberga partidos de fútbol americano, también suele albergar partidos de fútbol.
El estadio tiene capacidad para 70 000 espectadores, lo que lo convierte en el estadio de la Liga Nacional de Fútbol Americano con importante capacidad.
Fue la primera final futbolística en la historia del SoFi Stadium.

## Enfrentamiento
| Bandera de México | vs. | Bandera de Panamá |
| México 1          | vs. | Panamá 0          |
| ----------------- | --- | ----------------- |

### Finales jugadas anteriormente
| Equipo | Finales jugadas anteriormente                              |
| ------ | ---------------------------------------------------------- |
| México | 1993, 1996, 1998, 2003, 2007, 2009, 2011, 2015, 2019, 2021 |
| Panamá | 2005, 2013                                                 |

## Antecedentes
El siguiente cuadro muestra el historial de enfrentamientos en ediciones anteriores de la Copa de Oro de la Concacaf entre los equipos que disputaron la final.
| Partido          | Antecedentes | Antecedentes   | Antecedentes      |
| Partido          | Edición      | Fase           | Resultado         |
| ---------------- | ------------ | -------------- | ----------------- |
| México vs Panamá | 2007         | Fase de grupos | México 1:0 Panamá |
| México vs Panamá | 2009         | Fase de grupos | México 1:1 Panamá |
| México vs Panamá | 2013         | Fase de grupos | México 1:2 Panamá |
| México vs Panamá | 2013         | Semifinal      | Panamá 2:1 México |
| México vs Panamá | 2015         | Semifinales    | Panamá 1:2 México |

## Camino a la Final
| Equipo   | Pts | PJ | PG | PE | PP | GF | GC | Dif |
| -------- | --- | -- | -- | -- | -- | -- | -- | --- |
| México   | 6   | 3  | 2  | 0  | 1  | 7  | 2  | 5   |
| Catar    | 4   | 3  | 1  | 1  | 1  | 3  | 3  | 0   |
| Honduras | 4   | 3  | 1  | 1  | 1  | 3  | 6  | -3  |
| Haití    | 3   | 3  | 1  | 0  | 2  | 4  | 6  | -2  |

| Equipo      | Pts | PJ | PG | PE | PP | GF | GC | Dif |
| ----------- | --- | -- | -- | -- | -- | -- | -- | --- |
| Panamá      | 7   | 3  | 2  | 1  | 0  | 6  | 4  | 2   |
| Costa Rica  | 4   | 3  | 1  | 1  | 1  | 7  | 6  | 1   |
| Martinica   | 3   | 3  | 1  | 0  | 2  | 7  | 9  | -2  |
| El Salvador | 2   | 3  | 0  | 2  | 1  | 3  | 4  | -1  |

## Final
| 16 de julio   | México      | 1:0 (0:0) | Panamá | SoFi Stadium, Inglewood                                                        |                                                                                |
| 19:30 (UTC-4) | Giménez 88' | Reporte   |        | Asistencia: 72 963 espectadores Árbitro(s): Said Martínez VAR: Ricardo Montero | Asistencia: 72 963 espectadores Árbitro(s): Said Martínez VAR: Ricardo Montero |

### Ficha
| 13    | POR   | Guillermo Ochoa |       |
| 19    | DEF   | Jorge Sánchez   |       |
| 3     | DEF   | César Montes    |       |
| 5     | DEF   | Johan Vásquez   |       |
| 23    | DEF   | Jesús Gallardo  |       |
| 7     | MED   | Luis Romo       |       |
| 4     | MED   | Edson Álvarez   |       |
| 18    | MED   | Luis Chávez     | 75'   |
| 15    | DEL   | Uriel Antuna    | 75'   |
| 20    | DEL   | Henry Martín    | 85'   |
| 17    | DEL   | Orbelín Pineda  | 90+2' |
| D. T. | D. T. | Jaime Lozano    |       |

| 22    | POR   | Orlando Mosquera       |       |
| 10    | DEF   | Édgar Bárcenas         |       |
| 4     | DEF   | Fidel Escobar          |       |
| 3     | DEF   | Harold Cummings        | 90+1' |
| 16    | DEF   | Andrés Andrade         |       |
| 15    | DEF   | Eric Davis             | 61'   |
| 17    | MED   | José Fajardo           |       |
| 8     | MED   | Adalberto Carrasquilla |       |
| 20    | MED   | Aníbal Godoy           |       |
| 11    | MED   | Ismael Díaz            |       |
| 19    | DEL   | Alberto Quintero       | 61'   |
| D. T. | D. T. | Thomas Christiansen    |       |

| 10 | DEL | Roberto Alvarado | 75'   |
| 14 | DEL | Érick Sánchez    | 75'   |
| 11 | DEL | Santiago Giménez | 85'   |
| 21 | DEF | Israel Reyes     | 90+2' |

| 25 | DEF | Iván Anderson    | 61'   |
| 18 | DEL | Cecilio Waterman | 61'   |
| 9  | DEL | Azarias Londoño  | 90+1' |

| 88' | Santiago Giménez | 1-0 |

| 11' · 45+3' · 55' · 58' | Johan Vásquez César Montes Jesús Gallardo Edson Álvarez |

| 21' · 26' · 55' · 62' · 90+6' | Harold Cummings Thomas Christiansen Adalberto Carrasquilla Aníbal Godoy Orlando Mosquera |

| Principal  | Said Martínez     |
| Asistentes | Walter López      |
|            | Christian Ramírez |
| Cuarto     | Daneon Parchment  |
| Quinto     | Caleb Wales       |

| VAR            | Ricardo Montero |
| Asistentes VAR | Selvin Brown    |

|  |                    |     |     |
|  | Tiros              | 18  | 13  |
|  | Tiros a puerta     | 3   | 4   |
|  | Faltas             | 24  | 16  |
|  | Saques de esquina  | 3   | 1   |
|  | Penaltis           | 0   | 0   |
|  | Fueras de juego    | 2   | 3   |
|  | Posesión del balón | 53% | 47% |

| 13    | POR   | Guillermo Ochoa |       |
| 19    | DEF   | Jorge Sánchez   |       |
| 3     | DEF   | César Montes    |       |
| 5     | DEF   | Johan Vásquez   |       |
| 23    | DEF   | Jesús Gallardo  |       |
| 7     | MED   | Luis Romo       |       |
| 4     | MED   | Edson Álvarez   |       |
| 18    | MED   | Luis Chávez     | 75'   |
| 15    | DEL   | Uriel Antuna    | 75'   |
| 20    | DEL   | Henry Martín    | 85'   |
| 17    | DEL   | Orbelín Pineda  | 90+2' |
| D. T. | D. T. | Jaime Lozano    |       |

| 22    | POR   | Orlando Mosquera       |       |
| 10    | DEF   | Édgar Bárcenas         |       |
| 4     | DEF   | Fidel Escobar          |       |
| 3     | DEF   | Harold Cummings        | 90+1' |
| 16    | DEF   | Andrés Andrade         |       |
| 15    | DEF   | Eric Davis             | 61'   |
| 17    | MED   | José Fajardo           |       |
| 8     | MED   | Adalberto Carrasquilla |       |
| 20    | MED   | Aníbal Godoy           |       |
| 11    | MED   | Ismael Díaz            |       |
| 19    | DEL   | Alberto Quintero       | 61'   |
| D. T. | D. T. | Thomas Christiansen    |       |

| 10 | DEL | Roberto Alvarado | 75'   |
| 14 | DEL | Érick Sánchez    | 75'   |
| 11 | DEL | Santiago Giménez | 85'   |
| 21 | DEF | Israel Reyes     | 90+2' |

| 25 | DEF | Iván Anderson    | 61'   |
| 18 | DEL | Cecilio Waterman | 61'   |
| 9  | DEL | Azarias Londoño  | 90+1' |

| 88' | Santiago Giménez | 1-0 |

| 11' · 45+3' · 55' · 58' | Johan Vásquez César Montes Jesús Gallardo Edson Álvarez |

| 21' · 26' · 55' · 62' · 90+6' | Harold Cummings Thomas Christiansen Adalberto Carrasquilla Aníbal Godoy Orlando Mosquera |

| Principal  | Said Martínez     |
| Asistentes | Walter López      |
|            | Christian Ramírez |
| Cuarto     | Daneon Parchment  |
| Quinto     | Caleb Wales       |

| VAR            | Ricardo Montero |
| Asistentes VAR | Selvin Brown    |

|  |                    |     |     |
|  | Tiros              | 18  | 13  |
|  | Tiros a puerta     | 3   | 4   |
|  | Faltas             | 24  | 16  |
|  | Saques de esquina  | 3   | 1   |
|  | Penaltis           | 0   | 0   |
|  | Fueras de juego    | 2   | 3   |
|  | Posesión del balón | 53% | 47% |

| 13    | POR   | Guillermo Ochoa |       |
| 19    | DEF   | Jorge Sánchez   |       |
| 3     | DEF   | César Montes    |       |
| 5     | DEF   | Johan Vásquez   |       |
| 23    | DEF   | Jesús Gallardo  |       |
| 7     | MED   | Luis Romo       |       |
| 4     | MED   | Edson Álvarez   |       |
| 18    | MED   | Luis Chávez     | 75'   |
| 15    | DEL   | Uriel Antuna    | 75'   |
| 20    | DEL   | Henry Martín    | 85'   |
| 17    | DEL   | Orbelín Pineda  | 90+2' |
| D. T. | D. T. | Jaime Lozano    |       |

| 22    | POR   | Orlando Mosquera       |       |
| 10    | DEF   | Édgar Bárcenas         |       |
| 4     | DEF   | Fidel Escobar          |       |
| 3     | DEF   | Harold Cummings        | 90+1' |
| 16    | DEF   | Andrés Andrade         |       |
| 15    | DEF   | Eric Davis             | 61'   |
| 17    | MED   | José Fajardo           |       |
| 8     | MED   | Adalberto Carrasquilla |       |
| 20    | MED   | Aníbal Godoy           |       |
| 11    | MED   | Ismael Díaz            |       |
| 19    | DEL   | Alberto Quintero       | 61'   |
| D. T. | D. T. | Thomas Christiansen    |       |

| 10 | DEL | Roberto Alvarado | 75'   |
| 14 | DEL | Érick Sánchez    | 75'   |
| 11 | DEL | Santiago Giménez | 85'   |
| 21 | DEF | Israel Reyes     | 90+2' |

| 25 | DEF | Iván Anderson    | 61'   |
| 18 | DEL | Cecilio Waterman | 61'   |
| 9  | DEL | Azarias Londoño  | 90+1' |

| 88' | Santiago Giménez | 1-0 |

| 11' · 45+3' · 55' · 58' | Johan Vásquez César Montes Jesús Gallardo Edson Álvarez |

| 21' · 26' · 55' · 62' · 90+6' | Harold Cummings Thomas Christiansen Adalberto Carrasquilla Aníbal Godoy Orlando Mosquera |

| Principal  | Said Martínez     |
| Asistentes | Walter López      |
|            | Christian Ramírez |
| Cuarto     | Daneon Parchment  |
| Quinto     | Caleb Wales       |

| VAR            | Ricardo Montero |
| Asistentes VAR | Selvin Brown    |

|  |                    |     |     |
|  | Tiros              | 18  | 13  |
|  | Tiros a puerta     | 3   | 4   |
|  | Faltas             | 24  | 16  |
|  | Saques de esquina  | 3   | 1   |
|  | Penaltis           | 0   | 0   |
|  | Fueras de juego    | 2   | 3   |
|  | Posesión del balón | 53% | 47% |

| 13    | POR   | Guillermo Ochoa |       |
| 19    | DEF   | Jorge Sánchez   |       |
| 3     | DEF   | César Montes    |       |
| 5     | DEF   | Johan Vásquez   |       |
| 23    | DEF   | Jesús Gallardo  |       |
| 7     | MED   | Luis Romo       |       |
| 4     | MED   | Edson Álvarez   |       |
| 18    | MED   | Luis Chávez     | 75'   |
| 15    | DEL   | Uriel Antuna    | 75'   |
| 20    | DEL   | Henry Martín    | 85'   |
| 17    | DEL   | Orbelín Pineda  | 90+2' |
| D. T. | D. T. | Jaime Lozano    |       |

| 22    | POR   | Orlando Mosquera       |       |
| 10    | DEF   | Édgar Bárcenas         |       |
| 4     | DEF   | Fidel Escobar          |       |
| 3     | DEF   | Harold Cummings        | 90+1' |
| 16    | DEF   | Andrés Andrade         |       |
| 15    | DEF   | Eric Davis             | 61'   |
| 17    | MED   | José Fajardo           |       |
| 8     | MED   | Adalberto Carrasquilla |       |
| 20    | MED   | Aníbal Godoy           |       |
| 11    | MED   | Ismael Díaz            |       |
| 19    | DEL   | Alberto Quintero       | 61'   |
| D. T. | D. T. | Thomas Christiansen    |       |

| 10 | DEL | Roberto Alvarado | 75'   |
| 14 | DEL | Érick Sánchez    | 75'   |
| 11 | DEL | Santiago Giménez | 85'   |
| 21 | DEF | Israel Reyes     | 90+2' |

| 25 | DEF | Iván Anderson    | 61'   |
| 18 | DEL | Cecilio Waterman | 61'   |
| 9  | DEL | Azarias Londoño  | 90+1' |

| 88' | Santiago Giménez | 1-0 |

| 11' · 45+3' · 55' · 58' | Johan Vásquez César Montes Jesús Gallardo Edson Álvarez |

| 21' · 26' · 55' · 62' · 90+6' | Harold Cummings Thomas Christiansen Adalberto Carrasquilla Aníbal Godoy Orlando Mosquera |

| Principal  | Said Martínez     |
| Asistentes | Walter López      |
|            | Christian Ramírez |
| Cuarto     | Daneon Parchment  |
| Quinto     | Caleb Wales       |

| VAR            | Ricardo Montero |
| Asistentes VAR | Selvin Brown    |

|  |                    |     |     |
|  | Tiros              | 18  | 13  |
|  | Tiros a puerta     | 3   | 4   |
|  | Faltas             | 24  | 16  |
|  | Saques de esquina  | 3   | 1   |
|  | Penaltis           | 0   | 0   |
|  | Fueras de juego    | 2   | 3   |
|  | Posesión del balón | 53% | 47% |

|                            |
| Bandera de México          |
| Campeón México 12.º título |